# Lubango
Lubango je hlavní město angolské provincie Huila. Při posledním sčítání lidu byla jeho populace 100 757. Do roku 1975 neslo město název Sá da Bandeira. Město je také oficiálně nejchladnějším místem Angoly. Nejnižší naměřená teplota činí -2 °C.

## Historie

### Portugalská nadvláda
V roce 1882, přibližně 1000 portugalských osadníků přišlo z ostrova Madeira do oblasti dnešního města. Osada zde byla založena roku 1885. V tomtéž roce se v oblasti usídlilo 40 rodin z JAR. Původní jméno Grootfontein bylo nahrazeno portugalskou vládou názvem SA de Bandeira. Protože místní kmen odmítl žít ve městě, stalo se SA de Bandeira prvním angolským městem v bílou většinou.
Město bylo stavěno ku obrazu portugalské architektury a portugalských zvyklostí. Město se rozvíjelo jako významné centrum zemědělství a dopravní centrum s vlastním letištěm a nádražím.

### Post-portugalská éra
Po získání nezávislosti Angoly na Portugalsku v návaznosti na události z 25. dubna roku 1974, bylo město přejmenováno na Lubango. Během angolské občanské války v letech 1975-2002, Lubango sloužilo jako hlavní základna kubánských, SWAPO a vládních jednotek. Kvůli občanské válce prudce klesla ekonomická vyspělost Angoly i oblasti. Ovšem po skončení občanské války v roce 2002, město navázalo na velký ekonomický růst před válkou a stalo se ekonomickým centrem oblasti.

## Ekonomika
Ekonomika města je založena na zemědělství, zejména masných výrobcích, obilovinách, sisalu, tabáku, ovoci a zelenině z okolních oblastí.

## Podnebí
S nadmořskou výškou 1760 m nad mořem, je Lubango jedním z nejvýše položených měst v Angole. Během dne je počasí horké a vlhké v noci se však velmi ochladí. Roční průměrná teplota je 18 °C. Nejchladnějším měsícem je červen, kdy se mohou objevovat i mrazy.
| Klimatická data pro Sá da Bandeira (Lubango) | Klimatická data pro Sá da Bandeira (Lubango) | Klimatická data pro Sá da Bandeira (Lubango) | Klimatická data pro Sá da Bandeira (Lubango) | Klimatická data pro Sá da Bandeira (Lubango) | Klimatická data pro Sá da Bandeira (Lubango) | Klimatická data pro Sá da Bandeira (Lubango) | Klimatická data pro Sá da Bandeira (Lubango) | Klimatická data pro Sá da Bandeira (Lubango) | Klimatická data pro Sá da Bandeira (Lubango) | Klimatická data pro Sá da Bandeira (Lubango) | Klimatická data pro Sá da Bandeira (Lubango) | Klimatická data pro Sá da Bandeira (Lubango) | Klimatická data pro Sá da Bandeira (Lubango) |
| Měsíc                                        | Led                                          | Únor                                         | Břez                                         | Dub                                          | Kvě                                          | Čer                                          | Čvc                                          | Srp                                          | Září                                         | Říj                                          | List                                         | Pros                                         | roční                                        |
| -------------------------------------------- | -------------------------------------------- | -------------------------------------------- | -------------------------------------------- | -------------------------------------------- | -------------------------------------------- | -------------------------------------------- | -------------------------------------------- | -------------------------------------------- | -------------------------------------------- | -------------------------------------------- | -------------------------------------------- | -------------------------------------------- | -------------------------------------------- |
| Rekordně nejvyšší °C (°F)                    | 30                                           | 30                                           | 30                                           | 28                                           | 30                                           | 28                                           | 27                                           | 30                                           | 31                                           | 34                                           | 38                                           | 31                                           | 38                                           |
| Průměrné nejvyšší °C (°F)                    | 25                                           | 25                                           | 25                                           | 25                                           | 25                                           | 24                                           | 24                                           | 26                                           | 28                                           | 28                                           | 26                                           | 25                                           | 26                                           |
| Denní průměr °C (°F)                         | 18                                           | 18                                           | 18                                           | 18                                           | 17                                           | 15                                           | 15                                           | 18                                           | 20                                           | 20                                           | 19                                           | 18                                           | 18                                           |
| Průměrné nejnižší °C (°F)                    | 12                                           | 12                                           | 12                                           | 11                                           | 9                                            | 6                                            | 6                                            | 10                                           | 12                                           | 12                                           | 12                                           | 12                                           | 11                                           |
| Rekordně nejnižší °C (°F)                    | 5                                            | 5                                            | 2                                            | 3                                            | 0                                            | -1                                           | -1                                           | 0                                            | 4                                            | 3                                            | 5                                            | 3                                            | -1                                           |
| Srážky mm (inches)                           | 140                                          | 150                                          | 160                                          | 90                                           | 0                                            | 0                                            | 0                                            | 0                                            | 0                                            | 70                                           | 110                                          | 160                                          | 920                                          |
| Source: weatherbase.com                      |                                              |                                              |                                              |                                              |                                              |                                              |                                              |                                              |                                              |                                              |                                              |                                              |                                              |